# Estación Velazco
Estación Velazco är en ort i Mexiko.   Den ligger i kommunen Ebano och delstaten San Luis Potosí, i den centrala delen av landet, 300 km norr om huvudstaden Mexico City. Estación Velazco ligger 52 meter över havet och antalet invånare är 594.
Terrängen runt Estación Velazco är platt. Runt Estación Velazco är det ganska glesbefolkat, med 43 invånare per kvadratkilometer. Närmaste större samhälle är Ponciano Arriaga, 8,2 km norr om Estación Velazco. Omgivningarna runt Estación Velazco är en mosaik av jordbruksmark och naturlig växtlighet.